# Did not finish
Die Bezeichnung Did not finish (DNF; englisch für „Hat nicht beendet“) wird allgemein im Sport für gestartete Teilnehmer verwendet, die den Wettkampf nicht beenden konnten.
Speziell im Ausdauersport wird damit in der Ergebnisliste angezeigt und auch honoriert, dass der Starter zwar den Wettkampf begonnen, ihn aber nicht beendet hat. Werden Rundenzeiten oder Einzelzeiten der Teildisziplinen (zum Beispiel beim Triathlon) angegeben, so ist es üblich, trotz eines DNF in der Spalte der Gesamtzeit die erreichten Einzelzeiten anzugeben, sofern diese absolviert wurden. Bei Rundenverfolgungsrennen, wie zum Beispiel im Bahnradsport und Eisschnelllauf, wird ein DNF auch dann angegeben, wenn eine Mannschaft wegen Überrundung ausgeschieden ist.

## Weitere Abkürzungen in Wertungslisten
Ähnliche Hinweise in den Ergebnislisten sind:
- DND – „Did not dress“ – nicht umgezogen, im Basketball ein aktiver Spieler in der Ruhehandhabung (rest management)
- DNP – „Did not play“ – nicht gespielt bzw. ohne Einsatz geblieben
- DNQ – „Did not qualify“ – nicht qualifiziert
- DNS – „Did not start“ – nicht angetreten
- DNC – „Did not classify“ – nicht klassifiziert
- DISQ, DSQ, DQ – „Disqualified“ – disqualifiziert, zum Beispiel nach Fehlstart
- FNR – „Final not reached“ – Finale nicht erreicht, üblich zum Beispiel im Eiskunstlauf
- LPD – „Lapped“ – überrundet, wenn damit ein Ausscheiden aus dem Wettkampf verbunden ist
- NPS – „Not permitted to start“ – nicht zum Start zugelassen, z. B. wegen regelwidriger Ausrüstung (Skispringen)
- RAL – „Ranked as last“ – wegen eines Regelverstoßes auf den letzten Platz des aktuellen Laufes oder Durchgangs versetzt
- RNS – „Run not scored“ – der Lauf wurde wegen Abbruch oder Sturz nicht bewertet

## Sonstiges
- Unter dem Titel Did not finish erschien 2005 ein Buch von Andreas Beune über zwanzig frühzeitig verstorbene oder tödlich verunglückte Profi-Radsportler, darunter Fabio Casartelli, Marco Pantani und Andrei Kiwiljow.